# Thomas Villiers, I conte di Clarendon
Thomas Villiers, I conte di Clarendon (1709 – Watford, 11 dicembre 1786), è stato un nobile e politico inglese.

## Biografia
Era il secondo figlio maschio di William Villiers, II conte di Jersey, e di sua moglie, Judith Herne, figlia di Frederick Herne. Studiò a Eton College e poi Queens' College di Cambridge. Dopo la laurea intraprese la carriera diplomatica. Visse alla corte polacca e sassone (1740-1747). Fu inviato a Vienna come inviato alla corte di Maria Teresa d'Austria (1742-1743). Fu inviato a Berlino, come inviato alla corte di Federico II di Prussia (1746-1748).
Fu anche coinvolto nella politica interna inglese, come membro del partito Whig britannico che all'epoca dominava il Parlamento inglese. Venne eletto nella elezione generale britannica nel 1747. Si è seduto come un membro del Parlamento per Tamworth (1747-1756). Era un commissario Lord dell'Ammiragliato, uno dei sette membri del Consiglio dell'ordine dell' Ammiragliato (26 febbraio 1748-17 novembre 1756).
Nel 1756 fu elevato al titolo nobiliare di Barone Hyde, nella contea di Wiltshire. Il 9 settembre 1763 è stato ammesso al Consiglio della Corona. Nel 1776, alla morte di Henry Hyde, IV conte di Clarendon, venne nominato conte di Clarendon.

## Matrimonio
Sposò, il 30 marzo 1752, Lady Charlotte Capell (2 ottobre 1721-3 settembre 1790), figlia di William Capell, III conte di Essex e Lady Jane Hyde. Ebbero quattro figli:
- Thomas Villiers, II conte di Clarendon (25 dicembre 1753-7 marzo 1824)
- John Villiers, III conte di Clarendon (14 novembre 1757-22 dicembre 1838)
- Lord George Villiers (23 novembre 1759-21 marzo 1827)
- Lady Charlotte Barbara Villiers (27 marzo 1761-9 aprile 1810)

## Morte
Morì l'11 dicembre 1786 a Watford, Hertfordshire.

## Ascendenza
|                                       |                 |                    | Genitori                               |  |  | Nonni |  |  | Bisnonni        |  |  | Trisnonni       |  |
|                                       |                 |                    |                                        |  |  |       |  |  | Edward Villiers |  |  | Edward Villiers |  |
|                                       |                 |                    |                                        |  |  |       |  |  | Edward Villiers |  |  | Edward Villiers |  |
|                                       |                 | Barbara St. John   |                                        |  |  |       |  |  | Edward Villiers |  |  |                 |  |
| Edward Villiers, I conte di Jersey    |                 |                    |                                        |  |  |       |  |  | Edward Villiers |  |  |                 |  |
|                                       |                 | Frances Howard     | Theophilus Howard, II conte di Suffolk |  |  |       |  |  |                 |  |  |                 |  |
|                                       |                 | Frances Howard     | Theophilus Howard, II conte di Suffolk |  |  |       |  |  |                 |  |  |                 |  |
|                                       |                 | Frances Howard     | Elizabeth Home                         |  |  |       |  |  |                 |  |  |                 |  |
| William Villiers, II conte di Jersey  |                 | Frances Howard     |                                        |  |  |       |  |  |                 |  |  |                 |  |
|                                       |                 | William Chiffinch  | Thomas Chiffinch                       |  |  |       |  |  |                 |  |  |                 |  |
|                                       |                 | William Chiffinch  | Thomas Chiffinch                       |  |  |       |  |  |                 |  |  |                 |  |
|                                       |                 | William Chiffinch  | …                                      |  |  |       |  |  |                 |  |  |                 |  |
| Barbara Chiffinch                     |                 | William Chiffinch  |                                        |  |  |       |  |  |                 |  |  |                 |  |
|                                       |                 | Barbara Nunn       | …                                      |  |  |       |  |  |                 |  |  |                 |  |
|                                       |                 | Barbara Nunn       | …                                      |  |  |       |  |  |                 |  |  |                 |  |
|                                       |                 | Barbara Nunn       | …                                      |  |  |       |  |  |                 |  |  |                 |  |
| Thomas Villiers, I conte di Clarendon |                 | Barbara Nunn       |                                        |  |  |       |  |  |                 |  |  |                 |  |
|                                       | Nathaniel Herne | Nicholas Herne     |                                        |  |  |       |  |  |                 |  |  |                 |  |
|                                       | Nathaniel Herne | Nicholas Herne     |                                        |  |  |       |  |  |                 |  |  |                 |  |
|                                       | Nathaniel Herne | Sarah Ironside     |                                        |  |  |       |  |  |                 |  |  |                 |  |
| Frederick Herne                       | Nathaniel Herne |                    |                                        |  |  |       |  |  |                 |  |  |                 |  |
|                                       |                 | Judith Frederick   | John Frederick                         |  |  |       |  |  |                 |  |  |                 |  |
|                                       |                 | Judith Frederick   | John Frederick                         |  |  |       |  |  |                 |  |  |                 |  |
|                                       |                 | Judith Frederick   | Mary Rouse                             |  |  |       |  |  |                 |  |  |                 |  |
| Judith Herne                          |                 | Judith Frederick   |                                        |  |  |       |  |  |                 |  |  |                 |  |
|                                       |                 | William Lisle      | Thomas Lisle                           |  |  |       |  |  |                 |  |  |                 |  |
|                                       |                 | William Lisle      | Thomas Lisle                           |  |  |       |  |  |                 |  |  |                 |  |
|                                       |                 | William Lisle      | Susanna Tryst                          |  |  |       |  |  |                 |  |  |                 |  |
| Elizabeth Lisle                       |                 | William Lisle      |                                        |  |  |       |  |  |                 |  |  |                 |  |
|                                       |                 | Elizabeth Aylworth | John Aylworth                          |  |  |       |  |  |                 |  |  |                 |  |
|                                       |                 | Elizabeth Aylworth | John Aylworth                          |  |  |       |  |  |                 |  |  |                 |  |
|                                       |                 | Elizabeth Aylworth | …                                      |  |  |       |  |  |                 |  |  |                 |  |
|                                       |                 | Elizabeth Aylworth |                                        |  |  |       |  |  |                 |  |  |                 |  |